# كوكال أسود صغير
كوكال أسود صغير (الاسم العلمي: Centropus bernsteini) (بالإنجليزية: Lesser Black Coucal)‏ هو نوع من الطيور يتبع جنس الكوكال من فصيلة طيور الوقواق.